# NGC 248
NGC 248 é uma nebulosa de emissão na constelação do Tucano. 
Foi descoberta em 11 de abril de 1834 pelo astrônomo inglês John Frederick William Herschel.